# Rick Hearst
Rick Hearst (Nova Iorque, em 4 de janeiro de 1965) é um ator estadunidense vencedor de três prêmios Emmys.

## Filmografia
| Ano  | Título                              | Papel                        | Nota(s)                |
| ---- | ----------------------------------- | ---------------------------- | ---------------------- |
| 1988 | Brain Damage                        | Brian                        |                        |
| 1989 | Crossing the Line                   | Rick Kagan                   |                        |
| 1989 | Days of Our Lives                   | Scott "Scotty" Banning II #3 | 1989–90                |
| 1990 | Guiding Light                       | Alan-Michael Spaulding #2    | 1990–96                |
| 1997 | Beverly Hills, 90210                | Alan Black                   | 3 episódios            |
| 1997 | Alright Already                     | Frame Designer               | 1 episódio             |
| 1997 | Jenny                               | Zak                          | 1 episódio             |
| 1998 | Maggie Winters                      | Lance Rubacky                |                        |
| 1998 | Pacific Blue                        | Frank Kovac                  | 2 episódios; 1998-90   |
| 2000 | Charmed                             | Troxa                        | 1 episódio             |
| 2001 | The Young and the Restless          | Matt Clark                   | 2000-01                |
| 2001 | Dead Sexy                           | Bellhop                      | como Richard Hearst    |
| 2002 | General Hospital                    | Ric Lansing                  | 2002–09; 2014–presente |
| 2002 | The Bold and the Beautiful          | Whipple "Whip" Jones III     | 2002; 2009–11          |
| 2003 | SoapTalk                            | ele mesmo                    | Convidado              |
| 2003 | The View                            | ele mesmo                    | Convidado              |
| 2003 | Pyramid                             | ele mesmo                    | Participação especial  |
| 2004 | 1 Day with...                       | ele mesmo                    | Participação especial  |
| 2004 | The Oprah Winfrey Show              | ele mesmo                    | Participação especial  |
| 2004 | The Wayne Brady Show                | ele mesmo                    | Participação especial  |
| 2004 | The 31st Annual Daytime Emmy Awards | ele mesmo                    |                        |
| 2005 | The 32nd Annual Daytime Emmy Awards | ele mesmo                    | Apresentador           |
| 2005 | Carpool Guy                         | Joel                         |                        |
| 2010 | Castle                              | Dr. Elliot Lefcourt          | 308: Murder Most Fowl  |
| 2017 | Daytime Divas                       | Ted Windsor                  | 4 episodes             |
| 2018 | Dynasty                             | Senador Paul Daniels         | Participação especial  |